# Vacqueriette-Erquières
Vacqueriette-Erquières est une commune française située dans le département du Pas-de-Calais, en région Hauts-de-France.
La commune fait partie de la communauté de communes des 7 Vallées qui regroupe 66 communes et compte 29 425 habitants en 2022.

## Géographie

### Localisation
Localisée dans le sud-ouest du département du Pas-de-Calais, Vacqueriette-Erquières est une commune située, à vol d'oiseau, à 5 km au sud de la commune d'Hesdin-la-Forêt (aire d'attraction) et à 27 km au sud-est de la commune de Montreuil-sur-Mer (chef-lieu d'arrondissement).
Le territoire de la commune est limitrophe de ceux de sept communes.
Les communes limitrophes sont Saint-Georges, Chériennes, Fontaine-l'Étalon, Le Quesnoy-en-Artois, Quœux-Haut-Maînil, Vieil-Hesdin et Wail.

### Géologie et relief
La superficie de la commune est de 5,94 km2 ; son altitude varie de 70  à   142 mètres.

### Hydrographie
La commune est située dans le bassin Artois-Picardie. Elle n'est drainée par aucun cours d'eau,.

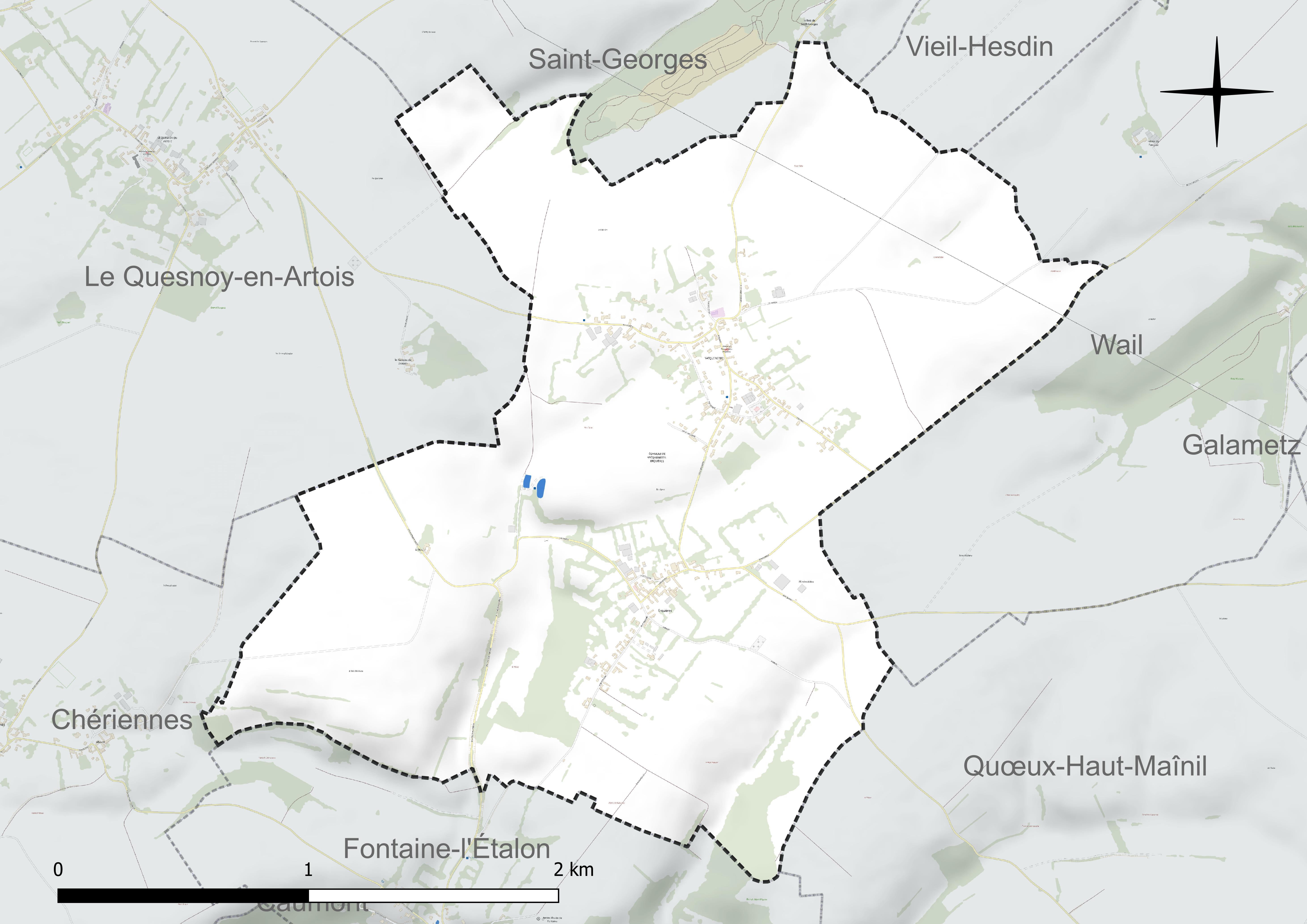
Réseau hydrographique de Vacqueriette-Erquières.

### Climat
Pour des articles plus généraux, voir Climat des Hauts-de-France et Climat du Pas-de-Calais.
En 2010, le climat de la commune est de type climat océanique altéré, selon une étude du CNRS s'appuyant sur une série de données couvrant la période 1971-2000. En 2020, Météo-France publie une typologie des climats de la France métropolitaine dans laquelle la commune est exposée à un climat océanique et est dans la région climatique Côtes de la Manche orientale, caractérisée par un faible ensoleillement (1 550 h/an) ; forte humidité de l'air (plus de 20 h/jour avec humidité relative > 80 % en hiver), vents forts fréquents.
Pour la période 1971-2000, la température annuelle moyenne est de 10,2 °C, avec une amplitude thermique annuelle de 13,5 °C. Le cumul annuel moyen de précipitations est de 915 mm, avec 12,9 jours de précipitations en janvier et 9,2 jours en juillet. Pour la période 1991-2020, la température moyenne annuelle observée sur la station météorologique la plus proche, située sur la commune de Humières à 11 km à vol d'oiseau, est de 10,9 °C et le cumul annuel moyen de précipitations est de 856,9 mm,. Pour l'avenir, les paramètres climatiques de la commune estimés pour 2050 selon différents scénarios d'émission de gaz à effet de serre sont consultables sur un site dédié publié par Météo-France en novembre 2022.

### Paysages
Pour un article plus général, voir Paysage en France.
La commune est située à la jonction de deux paysages tels qu'ils sont définis dans l'atlas de paysages de la région Nord-Pas-de-Calais, conçu par la direction régionale de l'Environnement, de l'Aménagement et du Logement (DREAL), :
- les « paysages du val d'Authie, qui concerne 83 communes, se délimitent : au sud, dans le département de la  Somme par le « paysage de l'Authie et du Ponthieu, dépendant de l'atlas des paysages de la Picardie et au nord et à l'est par les paysages du Montreuillois, du Ternois et les paysages des plateaux cambrésiens et artésiens. Le caractère frontalier de la vallée de l'Authie, aujourd'hui entre le Pas-de-Calais et la Somme, remonte au Moyen Âge où elle séparait le royaume de France du royaume d'Espagne, au nord.

Son coteau Nord est net et escarpé alors que le coteau Sud offre des pentes plus douces. À l'Ouest, le fleuve s'ouvre sur la baie d'Authie, typique de l'estuaire picard, et se jette dans la Manche. Avec son vaste estuaire et les paysages des bas-champs, la baie d'Authie contraste avec les paysages plus verdoyants en amont.
L'Authie, entaille profonde du plateau artésien, a créé des entités écopaysagères prononcées avec un plateau calcaire dont l'altitude varie de 100  à   163 m qui s'étend de chaque côté du fleuve. L'altitude du plateau décline depuis le pays de Doullens, à l'est (point culminant à 163 mètres), vers les bas-champs picards, à l'ouest (moins de 40 mètres). Le fond de la vallée de l'Authie, quant à lui, est recouvert d'alluvions et de tourbes. L'Authie est un fleuve côtier classé comme cours d'eau de première catégorie où le peuplement piscicole dominant est constitué de salmonidés. L'occupation des sols des paysages de la Vallée de l'Authie est composée pour 70 % en culture ;
- les « paysages du Ternois » qui concernent 138 communes avec trois pôles d'attraction que sont Hesdin-la-Forêt à l'ouest, Saint-Pol-sur-Ternoise à l'est et, dans une moindre mesure, Frévent en lisière sud, sont délimités par deux cours d'eau : la Canche au Sud et la Ternoise au Nord. Ces paysages sont composés de plateaux, de vallées et de bocages. Les plateaux du Ternois montrent une structure tabulaire assez plane et une altitude assez régulière avec des points culminants entre 150 et 160 m.

Le territoire d'une vingtaine de kilomètres du Nord au Sud et d'Est en Ouest, est traversé par la D 939 reliant Saint-Pol-sur-Ternoise à Hesdin-la-Forêt, par la D 912 entre Saint-Pol-sur-Ternoise et Frévent et par la ligne ferroviaire de Saint-Pol-sur-Ternoise à Étaples dans la vallée de la Canche. La position excentrée, en l'absence de grands axes autoroutiers ou ferrés structurants, a permis au Ternois de conserver un caractère rural et une certaine qualité de paysage.
Au niveau de l'occupation des sols, les surfaces cultivées sont omniprésentes sur les plateaux, avec majoritairement la culture de la betterave et de la pomme de terre, et représentent près de 72 % de la surface totale de ces paysages du Ternois, les espaces artificialisés, cantonnés dans les fonds de vallée, représentent 13 % et les surfaces boisées, présentes dans les deux principales vallées de la Ternoise et de la Canche, ne représentent que 6 %.

### Milieux naturels et biodiversité

#### Zone naturelle d'intérêt écologique, faunistique et floristique
L'inventaire des zones naturelles d'intérêt écologique, faunistique et floristique (ZNIEFF) a pour objectif de réaliser une couverture des zones les plus intéressantes sur le plan écologique, essentiellement dans la perspective d'améliorer la connaissance du patrimoine naturel national et de fournir aux différents décideurs un outil d'aide à la prise en compte de l'environnement dans l'aménagement du territoire.
Le territoire communal comprend une ZNIEFF de type 2 : la haute vallée de la Canche et ses versants en amont de Sainte-Austreberthe qui se situe dans le pays du Ternois. Il offre un relief de coteau abrupt au Nord et des pentes douces au Sud. Le fond de vallée est constitué de pâturages et de zones de cultures. Les versants les plus pentus et inaccessibles accueillent des boisements.

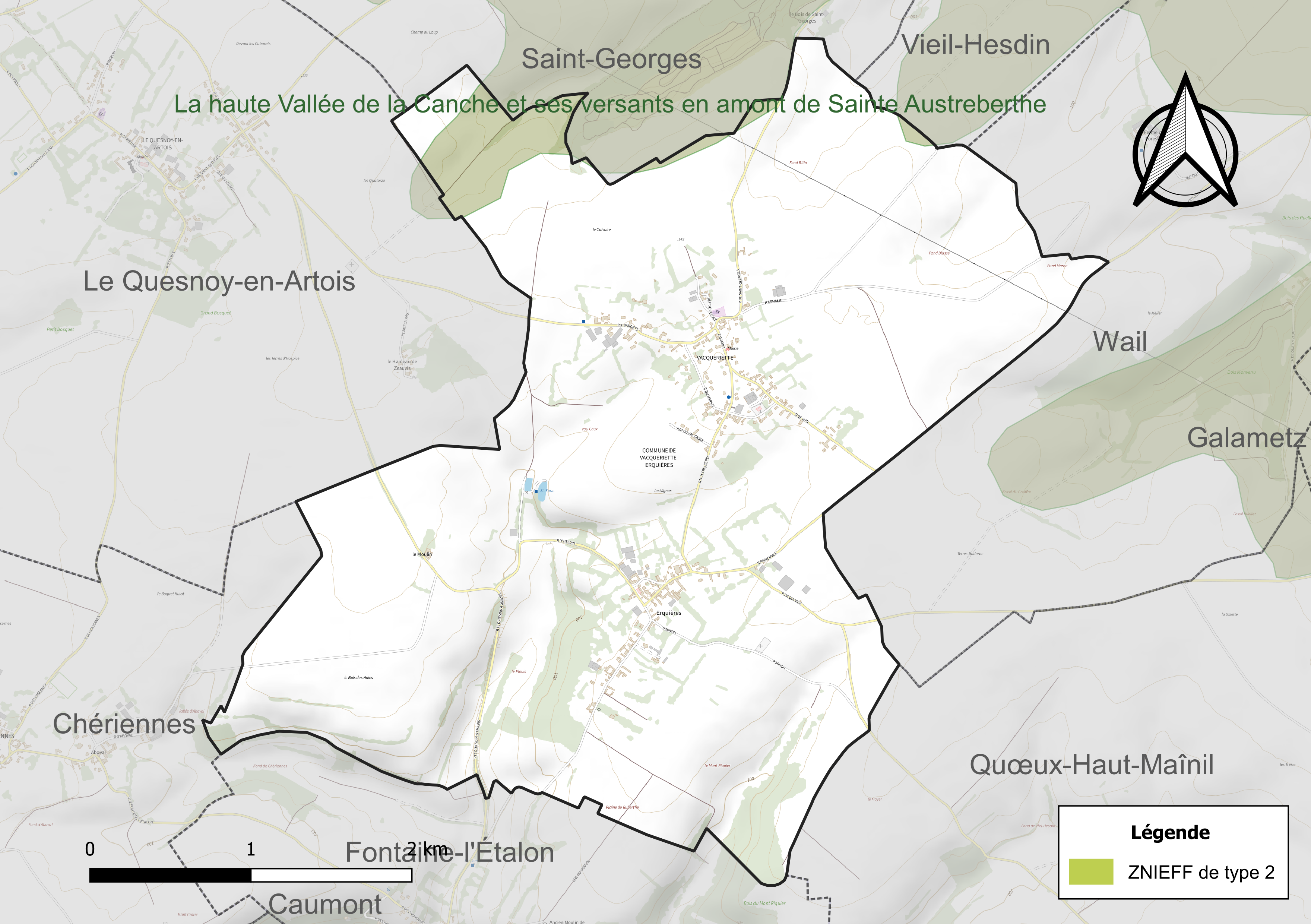
Carte de la ZNIEFF sur la commune.

## Urbanisme

### Typologie
Au 1er janvier 2024, Vacqueriette-Erquières est catégorisée commune rurale à habitat dispersé, selon la nouvelle grille communale de densité à sept niveaux définie par l'Insee en 2022.
Elle est située hors unité urbaine. Par ailleurs la commune fait partie de l'aire d'attraction d'Hesdin, dont elle est une commune de la couronne,. Cette aire, qui regroupe 28 communes, est catégorisée dans les aires de moins de 50 000 habitants,.

### Occupation des sols
L'occupation des sols de la commune, telle qu'elle ressort de la base de données européenne d'occupation biophysique des sols Corine Land Cover (CLC), est marquée par l'importance des territoires agricoles (88,2 % en 2018), en diminution par rapport à 1990 (92,5 %). La répartition détaillée en 2018 est la suivante : 
terres arables (65,8 %), prairies (22,4 %), zones urbanisées (9,3 %), forêts (2,4 %). L'évolution de l'occupation des sols de la commune et de ses infrastructures peut être observée sur les différentes représentations cartographiques du territoire : la carte de Cassini (XVIIIe siècle), la carte d'état-major (1820-1866) et les cartes ou photos aériennes de l'IGN pour la période actuelle (1950 à aujourd'hui).

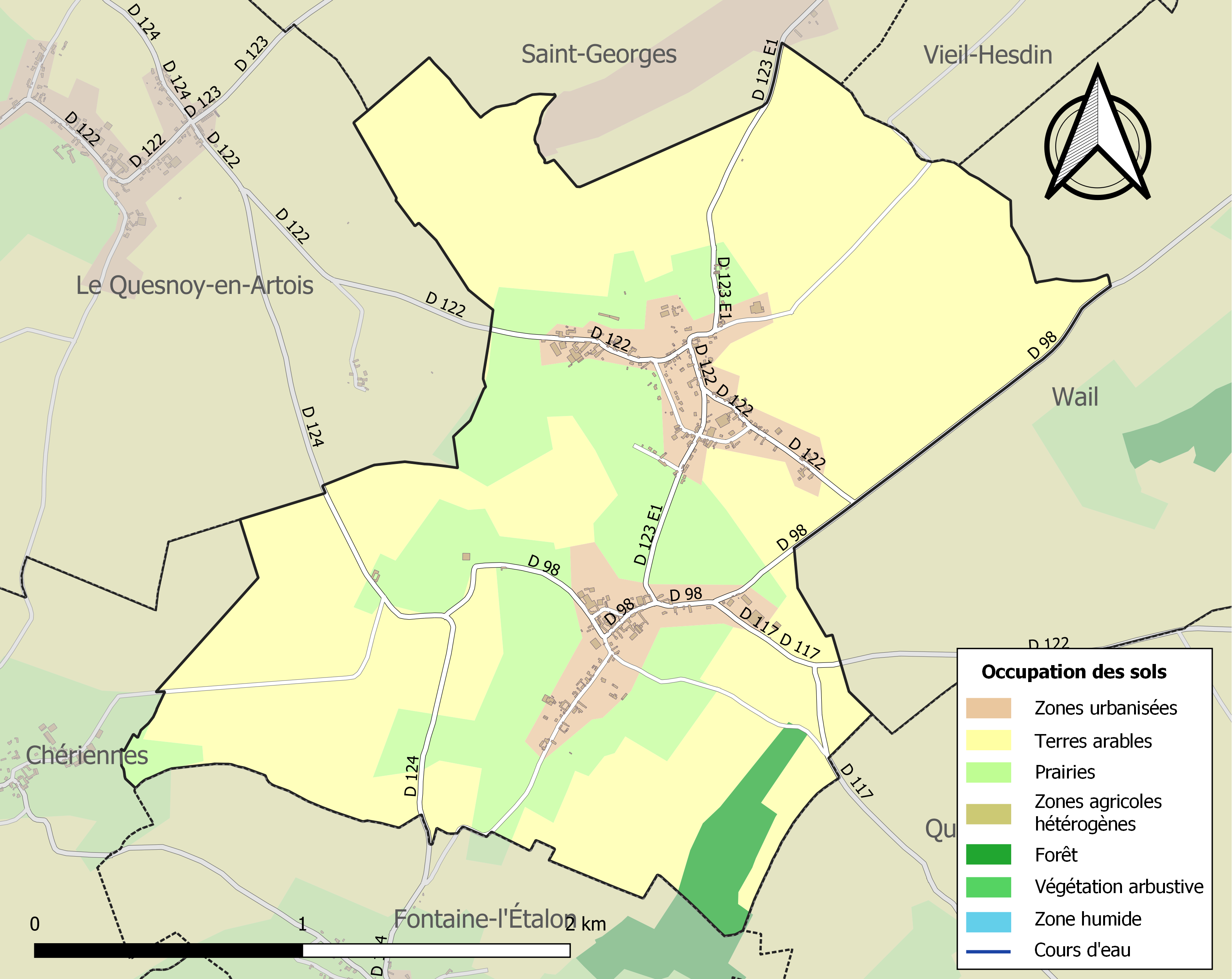
Carte des infrastructures et de l'occupation des sols de la commune en 2018 (CLC).

## Toponymie
Fusion des communes de Vacqueriette et d'Erquières par arrêté préfectoral du 20 novembre 1972.
Vacqueriette est attesté sous les formes Le Vacquerie-lez-Hesdin (1515) ; Vacquerie-lès-Yeauwis (1638) ; Vaqueriette (xviiie siècle) ; Vacqueriette-lez-Hédin (1759).

Le nom viendrait de vacaria, lieu où sont élevées les vaches.
Erquières est attesté sous les formes Esquieres (XIIe siècle) ; Erkueres, Ekeres, Ekyeres (1202) ; Erqueres, Erquieres (1202) ; Herkieres (1255) ; Erkieres (1345) ; Arquieres (1515) ; Erquières-lez-Fontaines (1739) ; Erquier (1761).

Pluriel de l'oïl esquierre, équierre « angle, équerre », « ce qui convient bien à ce village bâti autour de deux carrefours à ce village bâti autour de deux carrefours à angle droit ».

## Histoire
Pendant la Première Guerre mondiale, en février 1916, des soldats français ont cantonné sur la commune d'Erquières, et les villages voisins Fontaine-l'Étalon, Wail, Galametz, Vacqueriette. Ces troupes ont fait étape dans ces communes avant de se diriger vers leurs lieux de cantonnements situés à proximité du centre d'instruction de Saint-Riquier dans la Somme.

## Politique et administration

### Découpage territorial
La commune se trouve depuis 1926 dans l'arrondissement d'Arras du département du Pas-de-Calais.

#### Commune et intercommunalités
La commune, antérieurement membre de la communauté de communes de Canche Ternoise jusqu'à sa fusion avec la communauté de communes de l'Hesdinois, est membre depuis le 1er janvier 2014 de la nouvelle intercommunalité en résultant, la communauté de communes des 7 Vallées.

#### Circonscriptions administratives
La commune faisait partie depuis 1816 du canton du Parcq. Dans le cadre du redécoupage cantonal de 2014 en France, cette circonscription administrative territoriale a disparu, et le canton n'est plus qu'une circonscription électorale.
Pour les élections départementales, la commune fait partie depuis 2014 du canton d'Auxi-le-Château.

#### Circonscriptions électorales
Pour l'élection des députés, elle fait partie depuis 1986 de la quatrième circonscription du Pas-de-Calais.

### Élections municipales et communautaires

#### Liste des maires
| Période                                  | Période                  | Identité             | Étiquette | Qualité                               |
| ---------------------------------------- | ------------------------ | -------------------- | --------- | ------------------------------------- |
| Les données manquantes sont à compléter. |                          |                      |           |                                       |
| 1953                                     | 1995                     | René Robidet         |           |                                       |
| Les données manquantes sont à compléter. |                          |                      |           |                                       |
| 2001                                     | 2014                     | Gérard Bardé         |           |                                       |
| 2014                                     | 2020                     | Sylvie Gaffez-Geiger |           | Comptable notariale Morte en fonction |
| 2020                                     | En cours (au 29mai 2020) | Jean-Paul Lagache,   |           | Artisan retraité                      |

## Population et société

### Démographie

#### Évolution démographique
L'évolution du nombre d'habitants est connue à travers les recensements de la population effectués dans la commune depuis 1793. Pour les communes de moins de 10 000 habitants, une enquête de recensement portant sur toute la population est réalisée tous les cinq ans, les populations de référence des années intermédiaires étant quant à elles estimées par interpolation ou extrapolation. Pour la commune, le premier recensement exhaustif entrant dans le cadre du nouveau dispositif a été réalisé en 2008.

En 2022, la commune comptait 249 habitants, en évolution de −3,11 % par rapport à 2016 (Pas-de-Calais : −0,72 %, France hors Mayotte : +2,11 %).
| 1793 | 1800 | 1806 | 1821 | 1831 | 1836 | 1841 | 1846 | 1851 |
| ---- | ---- | ---- | ---- | ---- | ---- | ---- | ---- | ---- |
| 334  | 110  | 320  | 368  | 367  | 366  | 362  | 356  | 343  |

| 1856 | 1861 | 1866 | 1872 | 1876 | 1881 | 1886 | 1891 | 1896 |
| ---- | ---- | ---- | ---- | ---- | ---- | ---- | ---- | ---- |
| 347  | 324  | 302  | 291  | 293  | 251  | 235  | 232  | 241  |

| 1901 | 1906 | 1911 | 1921 | 1926 | 1931 | 1936 | 1946 | 1954 |
| ---- | ---- | ---- | ---- | ---- | ---- | ---- | ---- | ---- |
| 226  | 223  | 218  | 198  | 204  | 210  | 190  | 168  | 216  |

| 1962 | 1968 | 1975 | 1982 | 1990 | 1999 | 2006 | 2008 | 2013 |
| ---- | ---- | ---- | ---- | ---- | ---- | ---- | ---- | ---- |
| 224  | 234  | 319  | 291  | 248  | 247  | 244  | 244  | 250  |

| 2018 | 2022 | - | - | - | - | - | - | - |
| ---- | ---- | - | - | - | - | - | - | - |
| 250  | 249  | - | - | - | - | - | - | - |

#### Pyramide des âges
La population de la commune est relativement jeune.
En 2018, le taux de personnes d'un âge inférieur à 30 ans s'élève à 36,8 %, soit au-dessus de la moyenne départementale (36,7 %). À l'inverse, le taux de personnes d'âge supérieur à 60 ans est de 30,0 % la même année, alors qu'il est de 24,9 % au niveau départemental.
En 2018, la commune comptait 122 hommes pour 128 femmes, soit un taux de 51,20 % de femmes, légèrement inférieur au taux départemental (51,50 %).
Les pyramides des âges de la commune et du département s'établissent comme suit.
| Hommes | Classe d’âge | Femmes |
| ------ | ------------ | ------ |
| 0,0    | 90 ou +      | 2,3    |
| 4,9    | 75-89 ans    | 7,8    |
| 26,2   | 60-74 ans    | 18,8   |
| 13,9   | 45-59 ans    | 18,8   |
| 17,2   | 30-44 ans    | 16,4   |
| 16,4   | 15-29 ans    | 15,6   |
| 21,3   | 0-14 ans     | 20,3   |

| Hommes | Classe d’âge | Femmes |
| ------ | ------------ | ------ |
| 0,5    | 90 ou +      | 1,6    |
| 5,6    | 75-89 ans    | 8,9    |
| 16,7   | 60-74 ans    | 18,1   |
| 20,2   | 45-59 ans    | 19,2   |
| 18,9   | 30-44 ans    | 18,1   |
| 18,2   | 15-29 ans    | 16,2   |
| 19,9   | 0-14 ans     | 17,9   |

## Culture locale et patrimoine

### Lieux et monuments

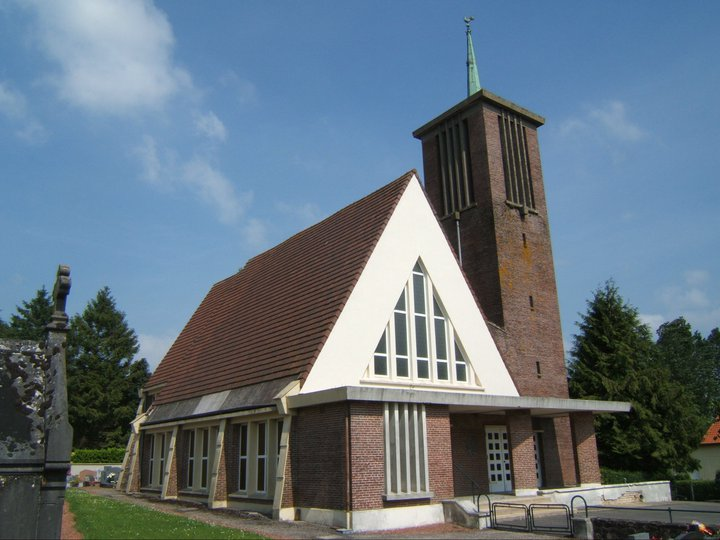

- L'église Notre-Dame. Construite en 1865, elle est détruite durant la Seconde Guerre mondiale et reconstruite par l'architecte Henri Philippe, d'Arras. Les travaux, financés par les dommages de guerre, sont menés entre 1957 et 1960. L'église, de plan rectangulaire, est élevée en brique et couverte de tuile. La nef unique, sous une haute voûte triangulaire, est éclairée par les verrières en dalle de verre de la façade principale et de la façade nord. Le volume du bâtiment se rétrécit au niveau du choeur, en largeur et en hauteur. Le clocher est greffé à l'angle sud-est de l'édifice. Le baptistère est situé sous le porche. On y accède par l'intérieur de l'église.

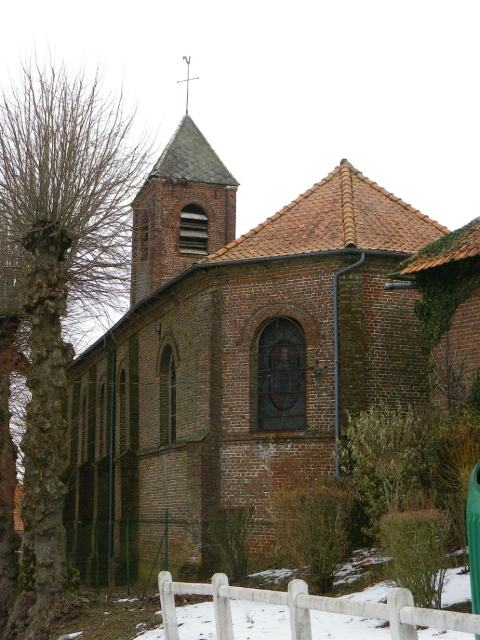

- L'église Saint-Firmin, construite en 1852, à Erquières, est entièrement en briques. La nef a un vaisseau et le chœur a trois pans. À la suite d'un glissement du mur côté rue, et de l'apparition de fissures et des chutes de matériaux, un référendum est organisé pour connaître l'avis des habitants sur l'avenir de l'église. Sur 187 votants, 183 viennent s'exprimer : 31 étaient favorables à la réfection de l'édifice, 75 s'expriment  pour la démolition, 69 pour la pose d'un grillage de protection autour de l'église, 8 votent  blanc ou nuls. Depuis, l'église est toujours là et fermée au public en raison de son mauvais état.
- Le monument aux morts.

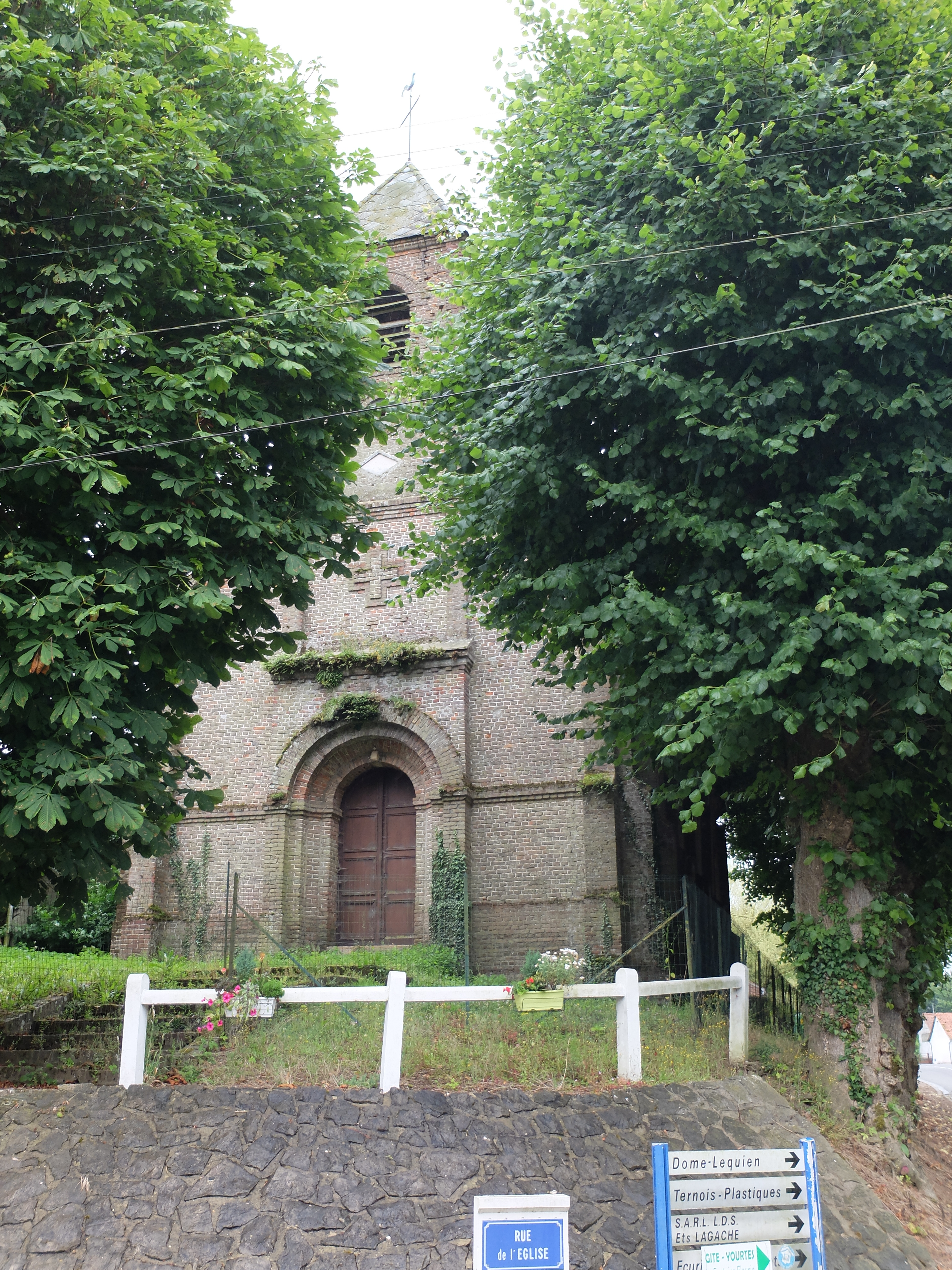
L'église Saint-Firmin.
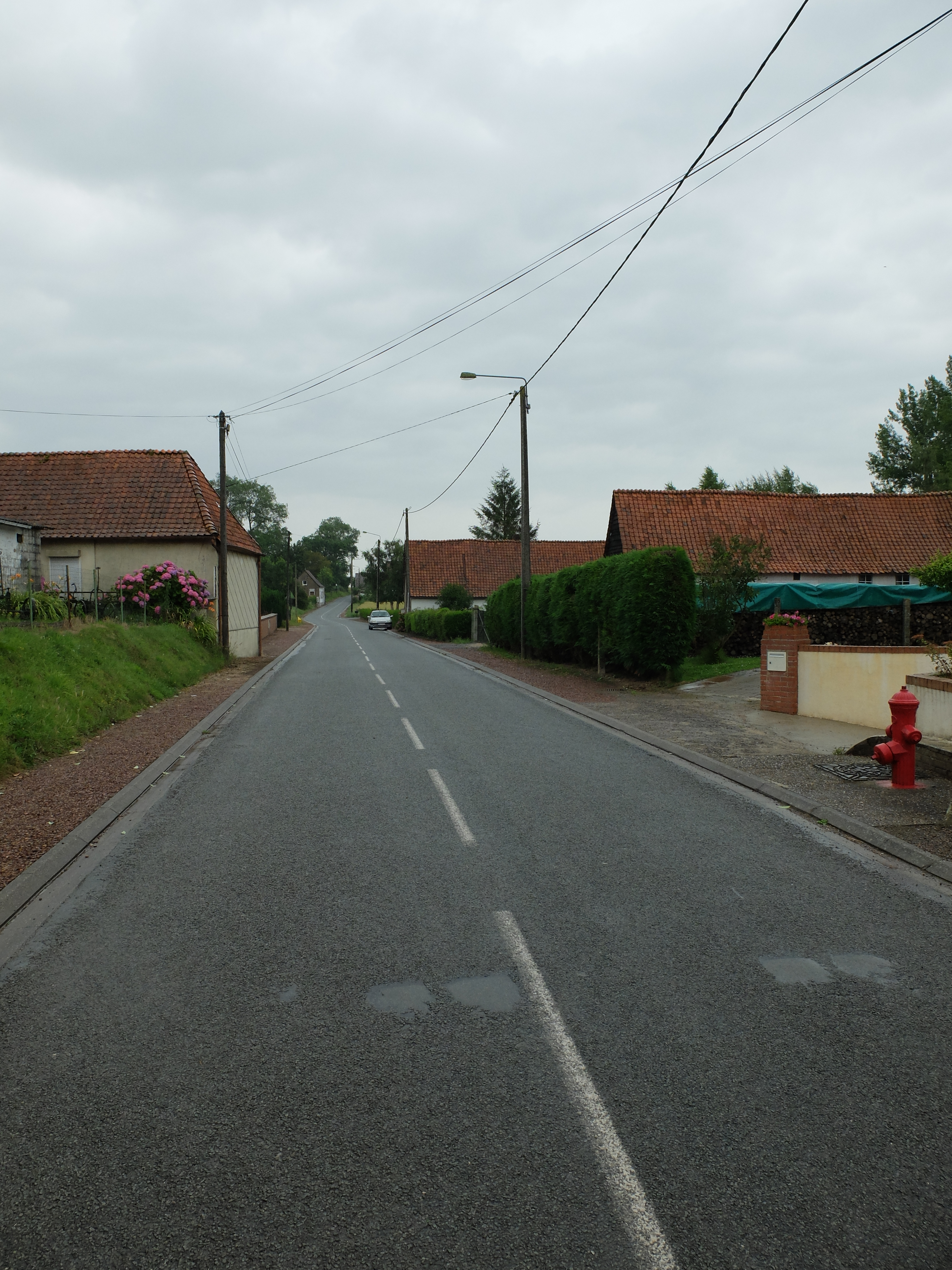
Une rue.
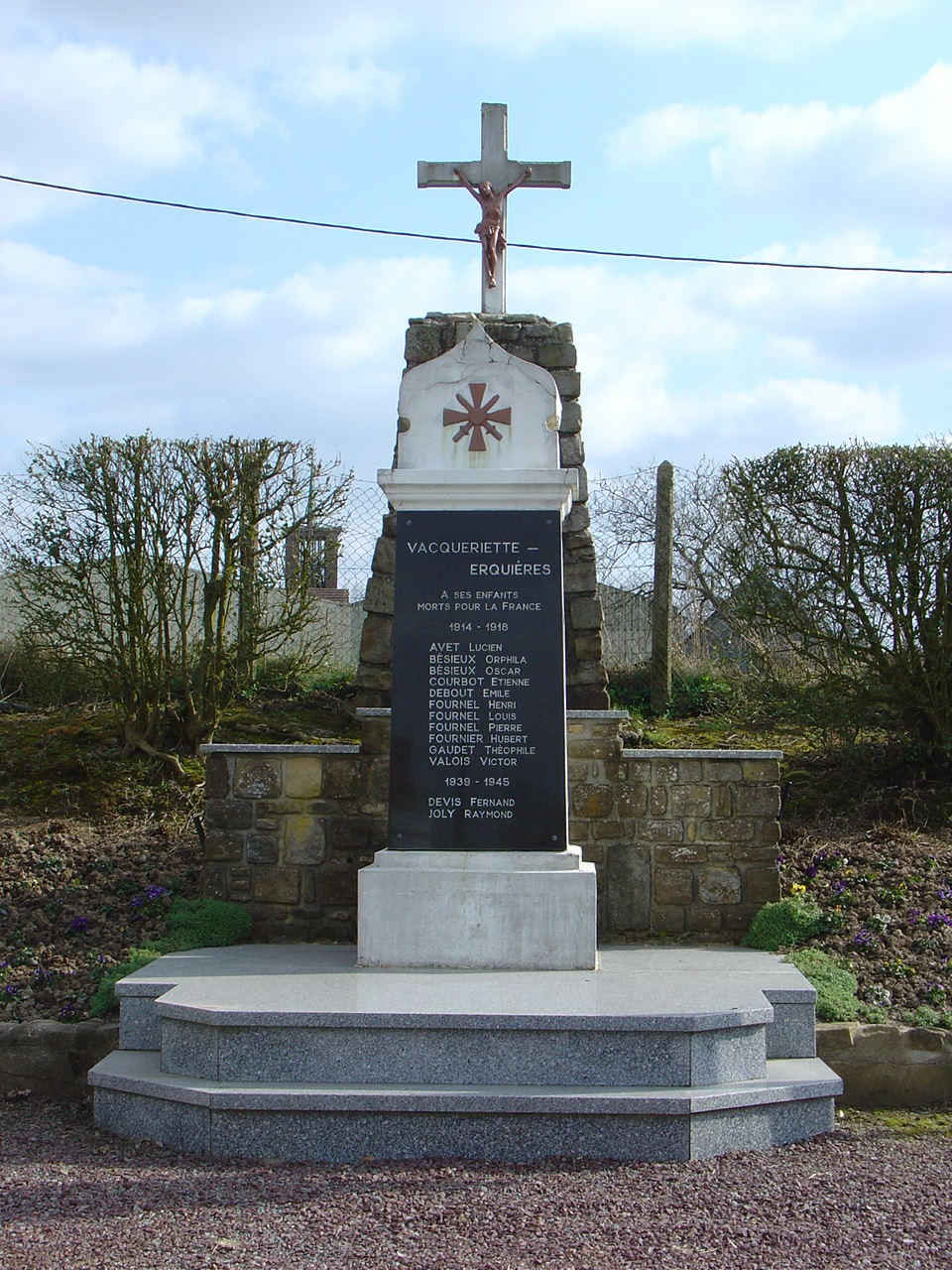
Le monument aux morts.

### Personnalités liées à la commune
- Marie-Joseph Fontaine (1737-1801), est une aïeule vacqueriettoise de Dany Boon (1966), comédien et réalisateur français.

### Héraldique
| Armes de Vacqueriette-Erquières | Les armes de Vacqueriette-Erquières se blasonnent ainsi : d'azur au chevron d'or accompagné de trois branches de bruyère du même. |

## Pour approfondir